# 新懷特蘭 (印地安納州)
新懷特蘭（英語：New Whiteland）是一個位於美國印地安納州約翰遜縣的城鎮。

## 人口
根據2010年美國人口普查的數據，新懷特蘭的面積為3.76平方千米，當中陸地面積為3.76平方千米，而水域面積為0.00平方千米。當地共有人口5472人，而人口密度為每平方千米1,455人。